# نیروهای مسلح لیتوانی
نیروهای مسلح لیتوانی (انگلیسی: Lithuanian Armed Forces) مجموعه نیروهای نظامی لیتوانی است، که از نیروی زمینی لیتوانی، نیروی هوایی لیتوانی، نیروی دریایی لیتوانی، نیروی عملیات ویژه لیتوانی و نیروی داوطلب ملی لیتوانی تشکیل می‌شود.